# The Case of the Curious Bride
The Case of the Curious Bride ist ein US-amerikanischer Kriminalfilm des Regisseurs Michael Curtiz aus dem Jahr 1935 mit Warren William in der Rolle des Strafverteidigers Perry Mason. Der Film basiert auf dem 1934 erschienenen, im Original gleichnamigen Roman Die seltsame Braut von Erle Stanley Gardner. Der Film ist der zweite von sechs Perry-Mason-Filmen von Warner Bros.

## Handlung
Rhoda Montaine erfährt, dass ihr erster Mann, Gregory Moxley, noch lebt, was sie in Schwierigkeiten bringt, da sie Carl, den Sohn des wohlhabenden C. Phillip Montaine, wieder geheiratet hat. Sie wendet sich hilfesuchend an Perry Mason, doch als er Moxley aufsucht, findet er nur noch dessen Leiche. Rhoda wird wegen Mordes verhaftet.

## Produktion
Warner Bros. gab im Mai 1934 bekannt, dass sie die Filmrechte erworben hatten. Im selben Monat gaben sie bekannt, dass sie die Filmrechte an Unter Piratenflagge mit Errol Flynn in der Hauptrolle erworben hatten. Warner hatte zuvor die Rechte an Gardners Der heulende Hund erworben und angekündigt, die beiden Filme mit Warren William als Perry Mason zu drehen, wobei weitere vier Filme geplant waren. Alan Crosland war ursprünglich als Regisseur angekündigt, aber der Job ging schließlich an Michael Curtiz.
Die Dreharbeiten begannen Anfang 1935. Errol Flynn, der als „irischer Hauptdarsteller der Londoner Bühne“ beschrieben wurde, wurde im Februar unter Vertrag genommen.

## Veröffentlichung
The Case of the Curious Bride wurde am 13. April 1935 in den US-amerikanischen Kinos uraufgeführt.

## Sonstiges
- Donald Woods, der in diesem Film die Rolle des Carl Montaine übernahm, spielte im letzten Film der Reihe, The Case of the Stuttering Bishop, die Titelrolle.
- Für den späteren Hollywoodstar Errol Flynn war es die erste Rolle in einem US-amerikanischen Film.

## Rezeption
Die Chicago Daily Tribune lobte das „lobenswerte Tempo und die Spannung“ des Films. Die Los Angeles Times mochte Williams Leistung, fand aber, dass seine Figur „fast zu verdammt clever“ war.
In der Zeitschrift Filmink heißt es: „Der Film ist vor allem deshalb sehenswert, weil es sich um Flynns amerikanisches Debüt handelt und weil sich der seriöse Perry Mason aus den Büchern und der Fernsehserie in einen verrückten Helden verwandelt hat.“